# Wirtschaftstreuhänder
Der Begriff Wirtschaftstreuhänder umfasst in Österreich folgende Berufsgruppen:
- Steuerberater
- Wirtschaftsprüfer

Diese Berufe sind in Österreich als freier Beruf in der Kammer der Steuerberater und Wirtschaftsprüfer – KSW (bis Dezember 2017: Kammer der Wirtschaftstreuhänder – KWT) organisiert. Außerdem waren die selbständigen Buchhalter nach der Einführung der selbständigen Buchhaltungsberufe 1999 Mitglieder der Kammer der Wirtschaftstreuhänder. Sie übten einen Wirtschaftstreuhandberuf aus, durften jedoch nicht die Berufsbezeichnung Wirtschaftstreuhänder führen. Mit dem Bilanzbuchhaltungsgesetz 2014 schieden alle Bilanzbuchhalter aus der Kammer der Wirtschaftstreuhänder aus und wurden Mitglieder der Wirtschaftskammer.
Die Rechte und Pflichten der Wirtschaftstreuhänder sind im Bundesgesetz über die Wirtschaftstreuhandberufe (Wirtschaftstreuhandberufsgesetz, WTBG) geregelt. 
Die noch vorhandenen Buchprüfer (dieser Beruf konnte bis 1999 erworben werden) wurden mit der WTBG-Novelle 2004 mit den Wirtschaftsprüfern zusammengefasst, diese Berufsbezeichnung besteht seither nicht mehr.

## Wirtschaftstreuhandberufsgesetz
Das Wirtschaftstreuhandberufsgesetz gliedert sich in drei Teile:
1. Berufsrecht
2. Disziplinarrecht
3. Berufliche Vertretung